# 拉冈尼基协定
拉冈尼基协定（Racconigi Agreement/Bargain）是在第一次世界大战爆發之前，1909年10月沙皇尼古拉二世和意大利国王维托里奥·埃曼努埃莱三世在意大利皮埃蒙特附近的拉冈尼基达成的秘密协定。
双方同意维持巴尔干地区的现状，意大利王国支持俄罗斯帝国控制黑海海峡的企图，俄罗斯不反对意大利在的黎波里的利益。